# Alberto Hernández
Alberto Hernández (Holguín, 9 febbraio 1969) è un ex giocatore di baseball cubano.

## Palmarès

### Olimpiadi
- Oro a Barcellona 1992;
- Oro a Atlanta 1996.

### Campionato mondiale di baseball
- Oro a Edmonton 1990;
- Oro a Managua 1994;